# Torenija
Torenija (lat. Torenia), rod jednogodišnjeg zeljastog raslinja i trajnica iz porodice ljuborovki (Linderniaceae). Pripada mu 68 vrsta raširenih u suptropskoj i tropskoj Americi, Africi, Aziji i Australiji
Nazivu roda Torenia dao je Carl Linnaeus u čast švedskog luteranskog svećenika Olofa Toréna.

## Opis
Jednogodišnje, ponekad vodeno bilje. Stabljike 4-kutne. Listovi nasuprotni, križasti, žilanje lista perasto. Cvjetovi aksilarni, obično 2-6 zajedno u snopićima ili na sitnim granama, ponekad pojedinačni. Brakteje prisutne, linearne. Čaška 2-usna i 5-režnjevita, istaknuto krilata duž žila u plodu. Vjenčić 2-usni i 4-režnjevit; cijev odozdo valjkasta, odozgo nešto šira; gornja usna cijela; donja usna veća sa 3 podjednaka režnja. Prašnika 4, plodna, dvostruka. Nektarij prisutan, istaknut, tanjurićastog oblika. Ovarij 2-lokularan, s dlakama na vrhu; lokule s jednostaničnim dlakama iznutra; ovula mnogo. Plod septicidna ili poricidna kapsula. Sjemenke su brojne, sitne, sa zadebljanjem stijenki stanica pokožice.

## Vrste
1. Torenia anagallis (Burm.f.) Wannan, W.R.Barker & Y.S.Liang
2. Torenia asiatica L.
3. Torenia benthamiana Hance
4. Torenia bicolor Dalzell
5. Torenia bimaculata Ridl.
6. Torenia biniflora T.L.Chin & D.Y.Hong
7. Torenia blancoi Merr.
8. Torenia burttiana R.R.Mill
9. Torenia caelestis Ridl.
10. Torenia cambodgiana Bonati
11. Torenia celebica T.Yamaz.
12. Torenia chevalieri Bonati
13. Torenia ciliaris Sm.
14. Torenia concolor Lindl.
15. Torenia cordata (Griff.) N.M.Dutta
16. Torenia cordifolia Roxb.
17. Torenia courtallensis Gamble
18. Torenia crenata (Pennell) Pennell
19. Torenia crustacea (L.) Cham. & Schltdl.
20. Torenia cyanea Alston
21. Torenia cyrtandriflora B.L.Burtt
22. Torenia daubyi Eb.Fisch. & O.Lachenaud
23. Torenia davidii Eb.Fisch., Schäferh. & Kai Müll.
24. Torenia dictyophora (P.C.Tsoong) Eb.Fisch., Schäferh. & Kai Müll.
25. Torenia diffusa D.Don
26. Torenia dinklagei Engl.
27. Torenia flava Buch.-Ham. ex Benth.
28. Torenia fordii Hook.f.
29. Torenia fournieri Linden ex E.Fourn.
30. Torenia godefroyi Bonati
31. Torenia grandiflora (Merr.) Eb.Fisch., Schäferh. & Kai Müll.
32. Torenia hayatae Bonati
33. Torenia hirsulissima Bonati
34. Torenia hirsuta Willd.
35. Torenia indica C.J.Saldanha
36. Torenia javanica T.Yamaz.
37. Torenia kinmenensis (Y.S.Liang, Chih H.Chen & J.L.Tsai) Y.S.Liang & J.C.Wang
38. Torenia laotica Bonati
39. Torenia leucosiphon Alston
40. Torenia lindernioides C.J.Saldanha
41. Torenia maculata (Bonati) Y.F.Deng
42. Torenia mannii Skan
43. Torenia molluginoides (Benth.) Eb.Fisch., Schäferh. & Kai Müll.
44. Torenia oblonga (Benth.) Hance
45. Torenia patens Pennell
46. Torenia perennans (T.Yamaz.) Eb.Fisch., Schäferh. & Kai Müll.
47. Torenia philcoxii Eb.Fisch., Schäferh. & Kai Müll.
48. Torenia pierreana Bonati
49. Torenia pierreanoides (T.Yamaz.) Eb.Fisch., Schäferh. & Kai Müll.
50. Torenia poilanei Bonati
51. Torenia polygonoides Benth.
52. Torenia pterogona (T.Yamaz.) Eb.Fisch., Schäferh. & Kai Müll.
53. Torenia ranongensis T.Yamaz.
54. Torenia scandens Bonati
55. Torenia siamensis T.Yamaz.
56. Torenia silvicola A.Raynal
57. Torenia spathacea (Bonati) Eb.Fisch., Schäferh. & Kai Müll.
58. Torenia stolonifera Bojer ex Benth.
59. Torenia subconnivens (Philcox) Eb.Fisch., Schäferh. & Kai Müll.
60. Torenia taishanensis (F.Z.Li) Y.S.Liang & J.C.Wang
61. Torenia thailandica T.Yamaz.
62. Torenia thorelii Bonati
63. Torenia thouarsii (Cham. & Schltdl.) Kuntze
64. Torenia travancorica Gamble
65. Torenia udawnensis (T.Yamaz.) Eb.Fisch., Schäferh. & Kai Müll.
66. Torenia umbellata (T.Yamaz.) Eb.Fisch., Schäferh. & Kai Müll.
67. Torenia vientianica T.Yamaz.
68. Torenia violacea (Azaola ex Blanco) Pennell

## Sinonimi
- Caela Adans.
- Hornemannia Link & Otto
- Legazpia Blanco
- Nortenia Thouars
- Pentsteira Griff.
- Tuyamaea T.Yamaz.
- Ucnopsolen Raf.